# Сердюк Олена Михайлівна

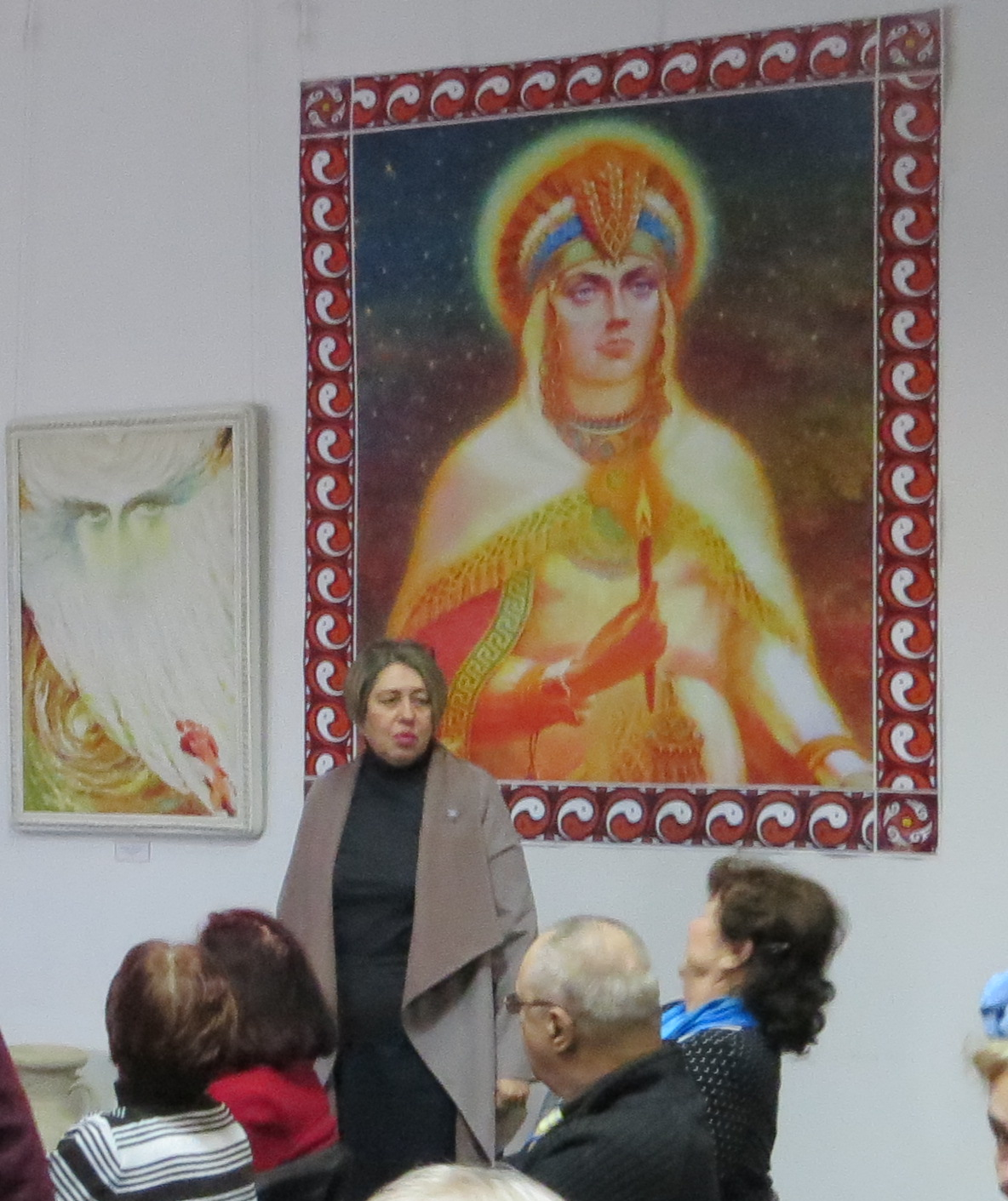

Сердюк Олена Михайлівна (нар. 11 серпня 1957, Київ) — український історик, музейник. З червня 2012 по січень 2015 була генеральним директором Національного заповідника «Софія Київська».

## Освіта та наукові ступені
- Закінчила Київський державний педагогічний інститут за фахом історик
- кандидат історичних наук.

## Кар'єра
- З 1978 — працює у Державному архітектурно-історичному заповіднику «Софійський музей» (нині Національний заповідник «Софія Київська»).
- 1985 — очолила Музей архітектурної кераміки (філія заповідника). Досліджувала історичну забудову Києва, творила колекцію архітектурної кераміки XIX — початку XX століття, яка зараз експонується в Будинку митрополита Національного заповідника «Софія Київська».
- 1996 — директор Науково-методичного центру державного обліку, контролю і охорони пам'яток історії та культури м. Києва,
- 1998 — генеральний директор Київського науково-методичного центру по охороні, реставрації та використанню пам'яток історії, культури і заповідних територій. Під її керівництвом створена електронна база даних «Пам'ятки Києва», перша загальноміська комплексна програма «Київський некрополь». Займалась проблемами вартісної оцінки об'єктів культурної спадщини, є одним з авторів методики оцінки пам'яток.
- У 1998–2001 — керівник проекту повернення (реституції) цінностей Михайлівського Золотоверхого монастиря. Створювала експозиції музеїв Історії Михайлівського монастиря, Історії Магдебурзького права. Займалася відновленням фондів державного історико-архітектурного заповідника «Стародавній Київ».
- 2001–2002 — координатор міжнародної програми Україна — США з дослідження та створенню проекту консервації і реставрації пам'яток архітектури національного значення: церкви Спаса на Берестові (XII ст.), Троїцької Надбрамної церкви Києво-Печерської лаври та церкви Св. Михаїла Видубицького монастиря.
- 2004 — директор Науково-дослідного інституту пам'яткоохоронних досліджень[1] Міністерства культури України. Була координатором та відповідальним виконавцем Програми науково-проектних, реставраційних і реабілітаційних робіт по консервації пам'яток археології, музеєфікації та відновленню пам'ятних місць, пов'язаних з історією запорізького козацтва о. Хортиця, державних програм: «Збереження і використання замків України» на період до 2013 року, «Збереження пам'яток дерев'яної сакральної архітектури України на 2006–2013 рр.», наукових проектів по розробці історико-архітектурних планів міст: Чернівців, Одеси, Горлівки, Вінниці, Ізмаїла, Василькова, Керчі, Києва, генеральних планів розвитку національних заповідників: «Чернігів Стародавній», «Кам'яна могила», «Биківнянські могили», державного історико-культурного заповідника «Тустань», консультантом методичних розробок у галузі пам'яткоохоронної справи.
- З червня 2012 по січень 2015 — генеральний директор Національного заповідника «Софія Київська».
- Указом В. Кириленка від 19 січня 2015 звільнена з посади.[2]

## Наукові досягнення
Автор монографії «Київське житло другої половини XIX — початку ХХ століття», в якій досліджено біля п'ятисот об'єктів київської житлової архітектури другої половини XIX — початку XX ст.
Має близько 30 наукових публікацій, виступає на конференціях, радіо, телебаченні.
Під її керівництвом здійснено видання шести збірників наукових праць Науково-дослідного інституту пам'яткоохоронних досліджень, видано:
- «Історико-містобудівні дослідження Одеси»,
- «Історико-містобудівні дослідження Чернівців»,
- «Міжнародні засади охорони нерухомої культурної спадщини»,
- «Історико-культурні заповідники»,
- «Історичні садиби Вінницької області»,
- «Історико-містобудівні дослідження Керчі»,
- «Історико-містобудівні дослідження: Васильків, Вінниця, Горлівка, Ізмаїл»,
- «Археологічна спадщина Хмельницької області»,
- «Збірник нормативно-правових актів сфери охорони культурної спадщини»,
- «Історико-містобудівні дослідження м. Києва»,
- «Історико-культурні заповідники. Плани організації територій».

Брала участь у розробці номінаційного досьє та плану управління об'єктом всесвітньої спадщини «Стародавнє місто Херсонес Таврійський та його хора» і об'єкта культурної спадщини «Дерев'яні церкви Карпатського регіону України і Польщі».

## Громадська діяльність
О. Сердюк є:
- членом Головної ради Українського товариства охорони пам'яток історії та культури,
- головою Київської міської організації товариства охорони пам'яток історії та культури,
- віце-президентом Українського національного комітету Міжнародної ради з питань пам'яток і визначних місць (ICOMOS).

З 1993 року — член Національної Спілки художників України як історик мистецтва, художній критик.

## Відзнаки
- «Заслужений працівник культури України» — за високий професіоналізм, особистий внесок у збереження історико-архітектурної спадщини України.